# Haut Pays niçois
Le Haut Pays niçois est une région naturelle de France située au-dessus de Nice, dans les Alpes-Maritimes en Provence-Alpes-Côte d'Azur.
Il s'agit d'un ensemble de terroirs dispersés sur une distance de soixante kilomètres entre le rivage méditerranéen et le massif du Mercantour, cultivant leur identité propre mais unis par les contraintes naturelles communes du climat, de l'altitude et de la géologie qui ont forgé les paysages mais aussi l'économie, la culture et le patrimoine au cours de l'histoire. Qualifié de « citadelle » de la métropole, avec ses villages bâtis sur le roc ou dans les vallées, ses lacs, ses forêts, ses clues et son domaine skiable, son massif montagneux culmine à 3 143 mètres.
Selon les auteurs ou les organismes, il comprend les communes d'Isola, Marie, Ilonse, Belvédère, Clans, La Bollène-Vésubie, Saint-Martin-Vésubie, Roquebillière, Roure, Tournefort, Roubion, Venanson, Bairols, Saint-Étienne-de-Tinée, Auron, La Tour-sur-Tinée, Valdeblore, Rimplas, Lantosque, Saint-Dalmas-le-Selvage mais aussi Guillaumes, Valberg, Beuil, Plan-du-Var, Tende ou encore Peille, L'Escarène, Lucéram.
Le Haut Pays niçois voisine, comprend ou est inclus dans les régions naturelles du Pays niçois, de la Haute vallée du Var, du Pays vençois, du Mercantour, de la Vésubie.

## Économie

### Agriculture rurale
Sylviculture
Fromagerie : fromage de lait cru, de chèvre , vache et brebis (Tome de Roure, Chevre de Beuil )
Boulangerie de montagne
Bergerie
Elevage
Pâturage
Miellerie
Écopâturage

Agriculture locale et bio

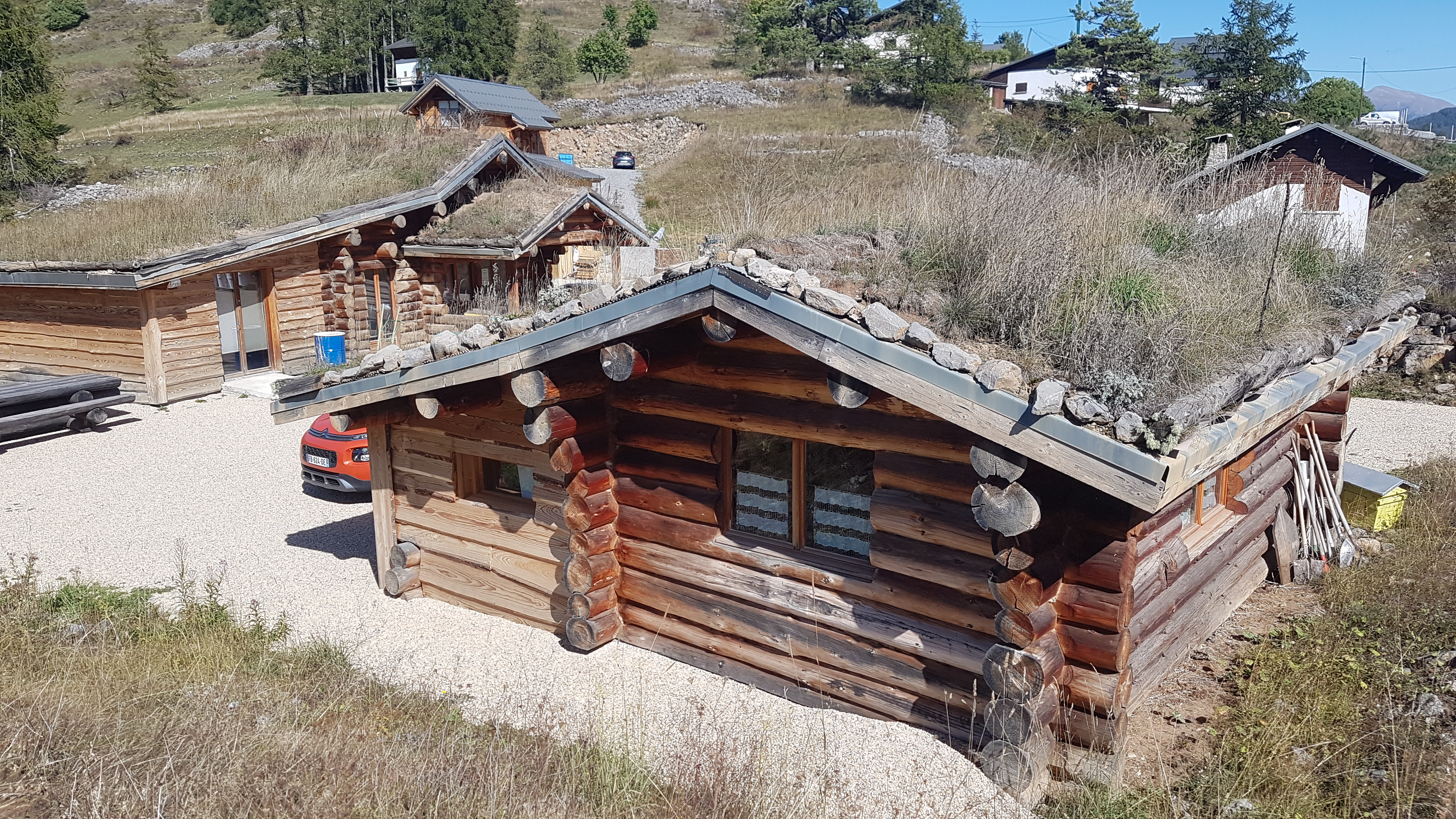
Miellerie des Launes Fuste en Toiture végétale

### Activités sportives
Sports d'Hiver
Randonnée
Cayonning

### Activités touristiques
Hôtellerie
Restauration
Camping

### Immobilier
Le Haut Pays niçois développe les constructions immobilières en adéquation avec l'environnement et les techniques traditionnelles comme les chalets et les fustes.

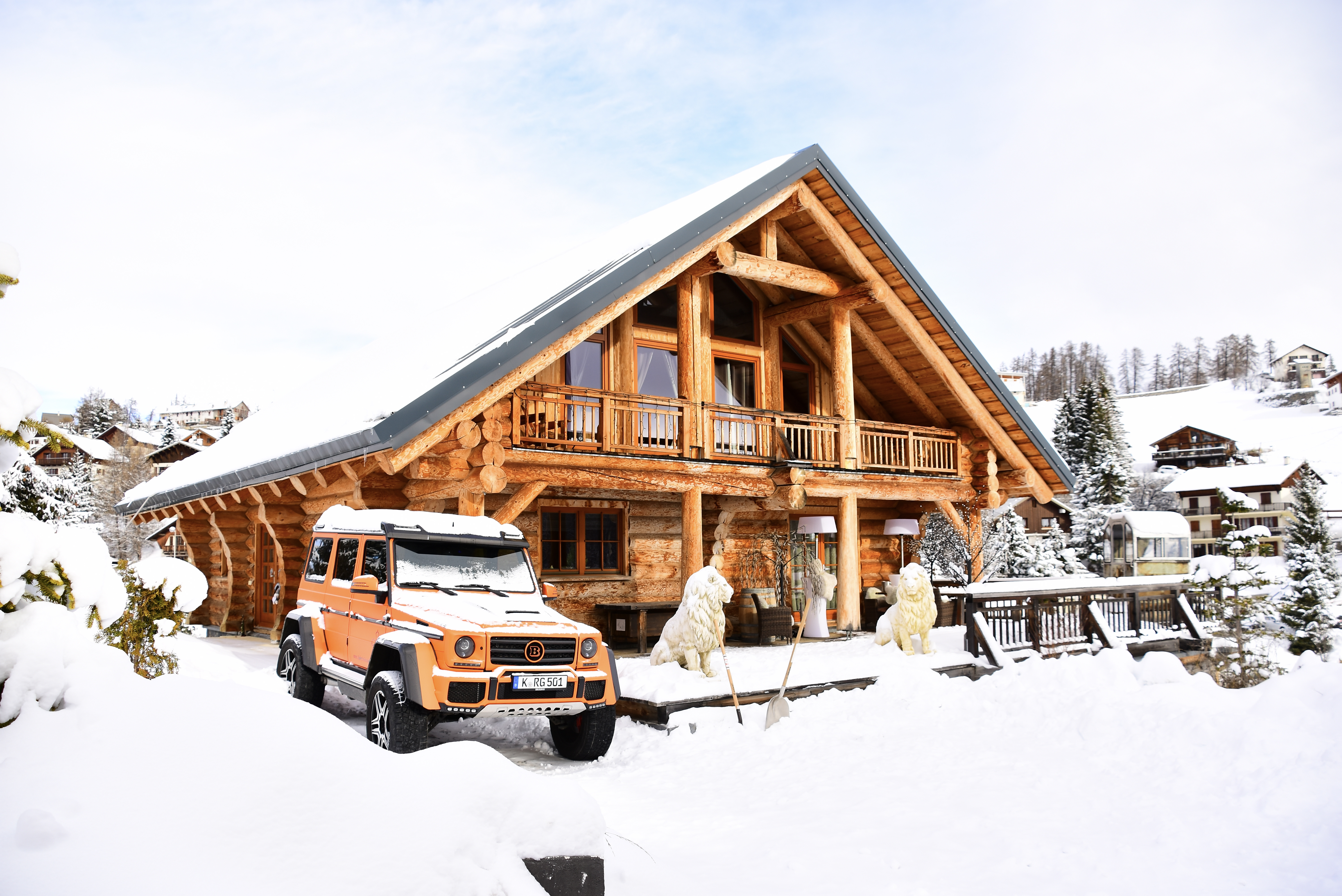
Fuste sur Valberg
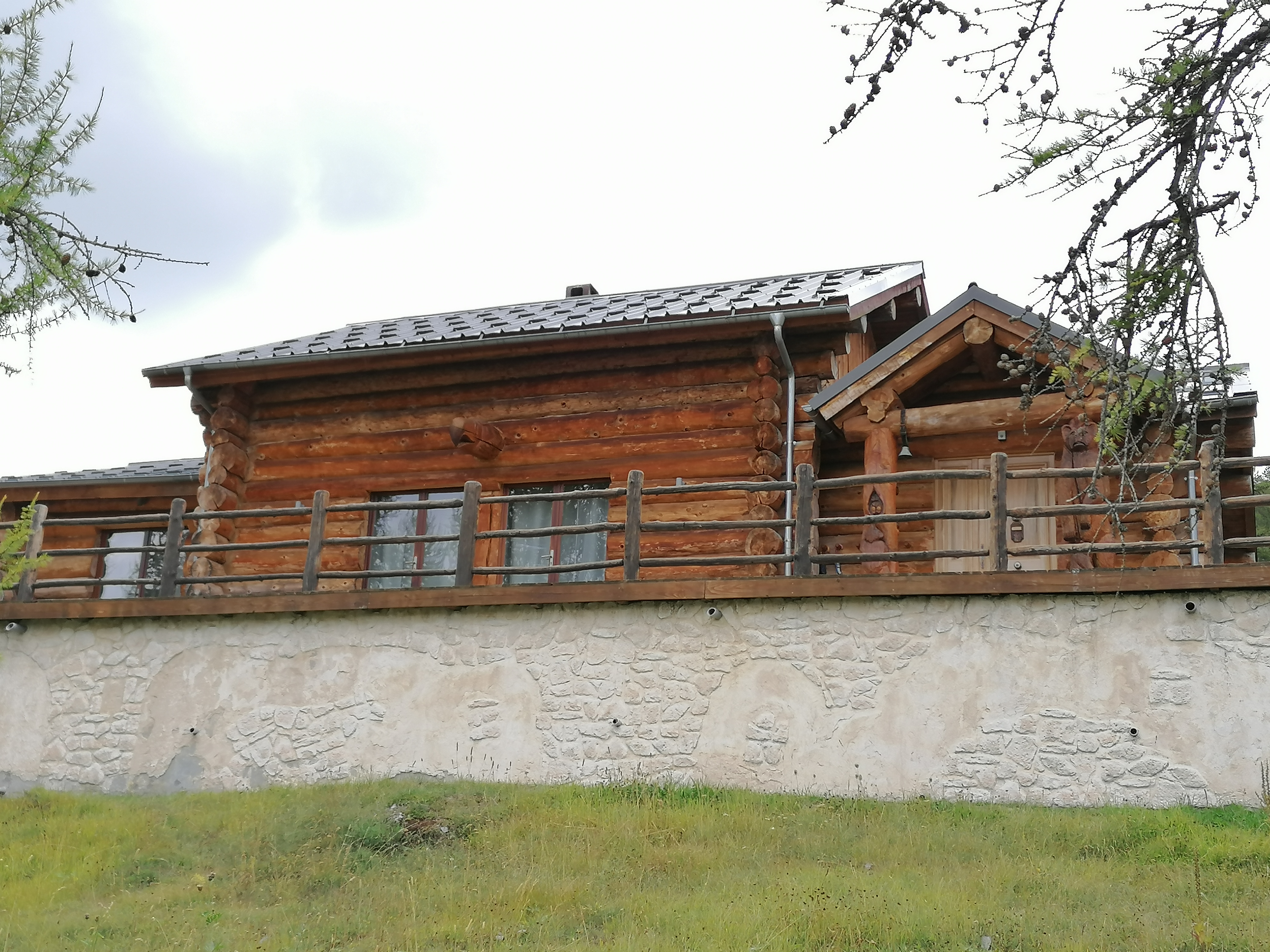
Fuste sur Roubion